# Адамовка (Переволоцкий район)
Ада́мовка — село в Переволоцком районе Оренбургской области, административный центр сельского поселения Адамовский сельсовет.

## География
Находится на расстоянии примерно 20 километров по прямой на север от районного центра поселка Переволоцкий.

## История
Деревня основана была в 1831 году переселенцами из Тамбовской губернии. Изначально называлась Урюпино (по имени представителя от переселенцев), потом Кувай по местной речке, и, наконец, стала называться Адамовкой по местной так называемой Адамовой горе.
Уже в 1833 году здесь проживало 518 жителей. В советское время в селе одновременно существовало два колхоза «20 лет Октября» и им. Дзержинского.

## Население
Население составляло 494 человека в 2002 году (74 % русские), 475 по переписи 2010 года.